# Cekin
Cekin is een hopvariëteit, gebruikt voor het brouwen van bier. Deze triploïde variëteit werd ontwikkeld in de jaren 1980 in het Slovenian Institute for Hop Research and Brewing te Žalec en is een “zuster” van Cicero. Deze variëteit wordt maar weinig verbouwd.
Deze hopvariëteit is een “aromahop”, bij het bierbrouwen voornamelijk gebruikt vanwege zijn aromatische eigenschappen.

## Kenmerken
- Alfazuur: 6 – 8%
- Bètazuur: 2,5%
- Eigenschappen: